# Festival du film de Cabourg 2023
Le Festival du film de Cabourg 2023, 37e édition du festival, se déroule du 14 juin au 18 juin 2023.

## Déroulement et faits marquants
Les films en compétition et en sélection Panorama sont dévoilés en mai 2023,.
La composition du jury est dévoilée le 5 juin 2023.

### Polémique
À la suite d'un entretien qu'Éric Naulleau a donné dans Valeurs actuelles sur les nouvelles entraves à la liberté d’expression, Suzel Pietri, responsable du festival, décide de l'exclure du jury.

## Jury

### Compétition longs métrages
- Katell Quillévéré (présidente du jury), réalisatrice, scénariste et costumière
- Oulaya Amamra, actrice
- Éric Caravaca, acteur
- Cécile Cassel, actrice et chanteuse
- Michaël Cohen, acteur
- Antoine Duléry, acteur
- François Kraus, producteur
- Virginie Ledoyen, actrice
- Annabelle Lengronne, actrice

### Compétition courts métrages
- Fanny Liatard et Jérémy Trouilh (présidents du jury), réalisateurs
- Monica Coleman, monteuse
- Julien Frison, acteur
- Soufiane Guerrab, acteur
- Anne Holmes, directrice adjointe de la fiction de France 3
- Lorenzo Viotti, chef d'orchestre

## Sélection

### Compétition longs métrages
- White Plastic Sky de Tibor Bánóczki et Sarolta Szabó  Hongrie  Slovaquie
- Skin Deep (Aus meiner Haut) de Alex Schaad  Allemagne
- Simple comme Sylvain de Monia Chokri  Canada
- Paloma de Marcelo Gomes  Brésil
- Le Syndrome des amours passées de Ann Sirot et Raphaël Balboni  Belgique  France
- La Bête dans la jungle de Patric Chiha  France  Belgique  Autriche
- Un hiver à Yanji de Anthony Chen  Chine

### Panorama
- Nouveau Départ de Philippe Lefebvre  France
- 20 000 espèces d'abeilles (20.000 especies de abejas) de Estibaliz Urresola Solaguren  Espagne
- Last Dance de Delphine Lehericey  Suisse  Belgique
- Rendez-vous à Tokyo de Daigo Matsui  Japon
- Eismayer de David Wagner  Autriche
- Nezouh de Soudade Kaadan  Syrie
- Punch de Welby Ings  Nouvelle-Zélande
- Let the Dance Begin (Empieza el baile) de Marina Seresesky  Argentine  Espagne
- Sur la branche de Marie Garel-Weiss  France
- Sous le tapis de Camille Japy  France
- Entre les lignes de Eva Husson  Royaume-Uni
- Le Théorème de Marguerite de Anna Novion  France
- Les Promesses de Amanda Sthers  Italie  France
- Une nuit de Alex Lutz  France  Belgique
- Master Gardener de Paul Schrader  États-Unis  Australie
- Bonnard, Pierre et Marthe de Martin Provost  France
- Le Temps d'aimer de Katell Quillévéré  France  Belgique

### Ciné Swann
- Les Pires de Lise Akoka et Romane Guéret  France
- Le Lycéen de Christophe Honoré  France
- Le Bleu du caftan de Maryam Touzani  Maroc
- Les Amandiers de Valeria Bruni Tedeschi  France
- Chien de la casse de Jean-Baptiste Durand  France
- Le Sixième Enfant de Léopold Legrand  France
- L'Innocent de Louis Garrel  France

## Palmarès[5]
- Grand Prix du jury : Simple comme Sylvain de Monia Chokri
- Grand Prix du public : Le Théorème de Marguerite d’Anna Novion
- Prix de la jeunesse : Simple comme Sylvain de Monia Chokri
- Swann du meilleur film : Le Bleu du Caftan de Maryam Touzani
- Swann de la meilleure réalisation : Rebecca Zlotowski pour Les Enfants des autres
- Swann d'or de la meilleure actrice : Noémie Merlant pour L'Innocent de Louis Garrel
- Swann d'or du meilleur acteur : Louis Garrel pour L'Innocent de Louis Garrel
- Swann du meilleur premier film : Chien de la casse de Jean-Baptiste Durand
- Révélation féminine : Nadia Tereszkiewicz dans Les Amandiers de Valeria Bruni Tedeschi
- Révélation masculine : Raphaël Quenard dans Chien de la casse de Jean-Baptiste Durand
- Prix Gonzague Saint Bris du meilleur scénario adapté d'une œuvre littéraire : Le Sixième Enfant de Léopold Legrand